# Giovanni Domenico Ferretti
Giovanni Domenico Ferretti detto L'Imola (Firenze, 15 giugno 1692 – Firenze, 18 agosto 1768) è stato un pittore italiano del periodo rococò.

## Biografia
Nato al tramonto del Seicento e morto poco oltre la metà del Settecento a Firenze, Giovanni Domenico Ferretti (o Giandomenico) fu uno dei più importanti pittori, sia d'affresco che su tela, del rococò toscano, suo padre Antonio, originario di Imola era orafo e la madre Margherita Gori proveniva da una famiglia molto in vista a Firenze, il cui rappresentante più famoso era Anton Francesco Gori, erudito di fama europea, anche per i suoi studi approfonditi sulla civiltà etrusca e cugino del pittore.
Secondo soltanto al contemporaneo Giovanni Camillo Sagrestani, Ferretti ebbe la buona ventura di incontrare nella sua strada un maestro di grande calibro come il bolognese Giuseppe Maria Crespi che apportò alla scuola classicista toscana la grande tradizione emiliano-padana che in Ferretti si fusero per intraprendere una carriera pittorica di grande originalità, supportata anche da altri artisti presso i quali lavorò sia a Firenze, presso Tommaso Redi e Sebastiano Galeotti che a Bologna nella bottega di Felice Torelli e la moglie Lucia Casalini ambedue pittori.

### In Toscana

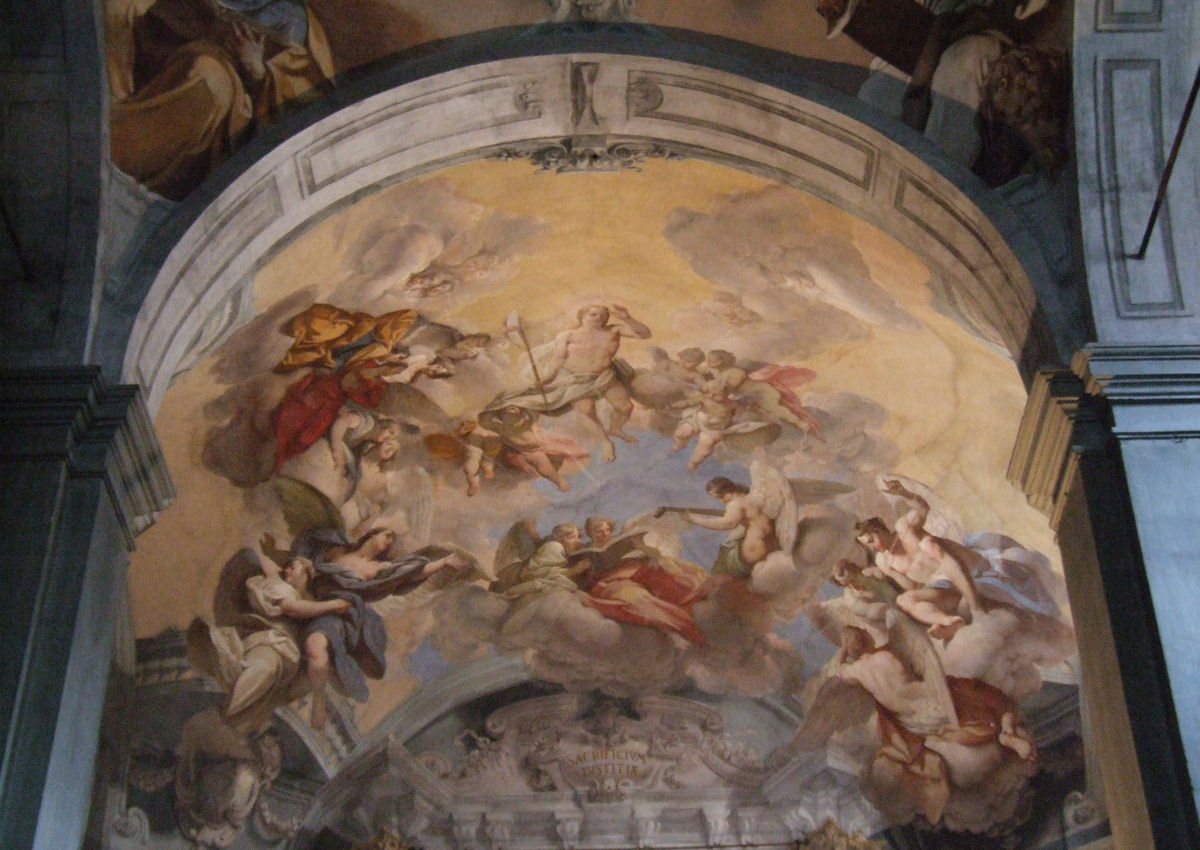
Affresco nella chiesa di San Filippo di Pistoia

Quando Ferretti nacque, nel 1692, il tardo barocco ancora dominava in Italia e Mattia Preti era il più famoso frescante dell'epoca.
Con l'arrivo di Sebastiano Ricci e con i suoi affreschi per Palazzo Marucelli Fenzi, siamo nel primo decennio del Settecento, Firenze improvvisamente scopre la pittura rococò veneziana con i suoi cieli trasparenti e i colori brillanti; colori che a Firenze non si vedevano più dai tempi di Pietro da Cortona nella sua opera più importante e imponente lasciata nel capoluogo toscano all'inizio del XVII secolo: gli affreschi nelle stanze di Palazzo Pitti residenza del Granduca di Toscana.
In questo periodo la decadenza della pittura toscana è al suo massimo storico, le grandi opere commissionate dalla corte medicea sono in mano a pittori stranieri, come gli affreschi per Palazzo Medici del napoletano Luca Giordano, quelli di Palazzo Pitti di Pietro da Cortona, toscano di origine ma romano d'adozione e di formazione pittorica, e quelli di Palazzo Marucelli, come abbiamo già detto, del veneziano Sebastiano Ricci.
Se da un lato l'arrivo di stranieri fu un brutto colpo per i pittori toscani d'altro lato questa frequentazione permise la circolazione di nuove idee e nuove forme di pittura più vicine al clima internazionale.
Questo influenzò non poco la pittura toscana la quale però non riuscirà più ad esprimere un pittore di calibro europeo come era avvenuto nella stagione del Rinascimento e manierismo.

### In Emilia

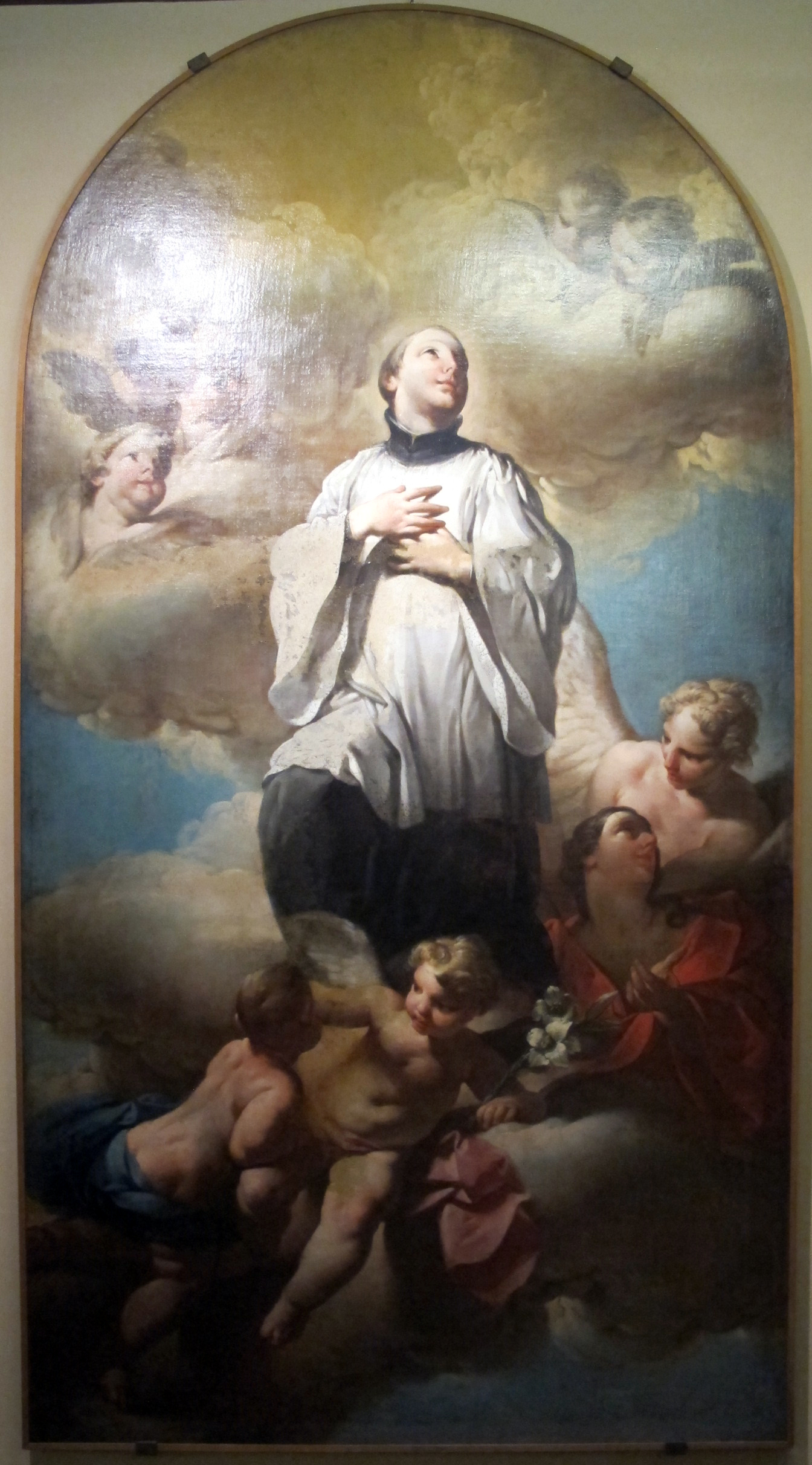
Apoteosi di San Luigi Gonzaga

Ferretti, data l'origine emiliana della famiglia paterna, iniziò, nel 1708 i suoi primi studi presso un oscuro pittore imolese: Francesco Chiusuri e come sua prima commissione importante, in questa città, fu chiamato a decorare il Duomo (1720) e le Storie della vita di San Domenico per il convento omonimo, perciò quando Ferretti iniziò ad imporsi anche in ambiente fiorentino fu detto l'Imolese o L'Imola pur se nato a Firenze.
Dato che il suo primo mecenate, il cardinale bolognese Ulisse Giuseppe Gozzadini, era divenuto arcivescovo di Imola, Ferretti lo seguì e continuò la sua carriera in ambiente emiliano assorbendo la maniera dei grandi pittori del Seicento dei Carracci, Guercino, Domenichino, Guido Reni e Francesco Albani, ma anche la pittura di genere popolareggiante come quella del Crespi, del quale fu diretto allievo, con i suoi paesaggi e gli interni oscuri ancora legati alla tradizione emiliano-lombarda del cinque e seicento di Moroni e Caravaggio si ritrovano nel giovanissimo Ferretti nelle tele dipinte per il convento di San Domenico a Imola.
Trasferitosi a Bologna nel 1714 lavorò nell'ambiente di Giovanni Gioseffo dal Sole e con il suo allievo Felice Torelli con i quali affrescò palazzi bolognesi, compreso quello del Gozzadini, ma queste opere giovanili non sono rintracciabili o attribuite ad altri pittori.
Ferretti rimase a Bologna per 5 anni anche se continuò a tornare a in Toscana dato che, sia gli affreschi della Villa La Magia di Quarrata, che l'affresco del soffitto della Chiesa di Santa Chiara di Firenze sono datati 1715, dopo che la chiesa è stata sconsacrata ed adibita ad altra funzione quest'ultimo affresco è oggi ormai irrimediabilmente perduto, o quasi.

### Ritorno a Firenze

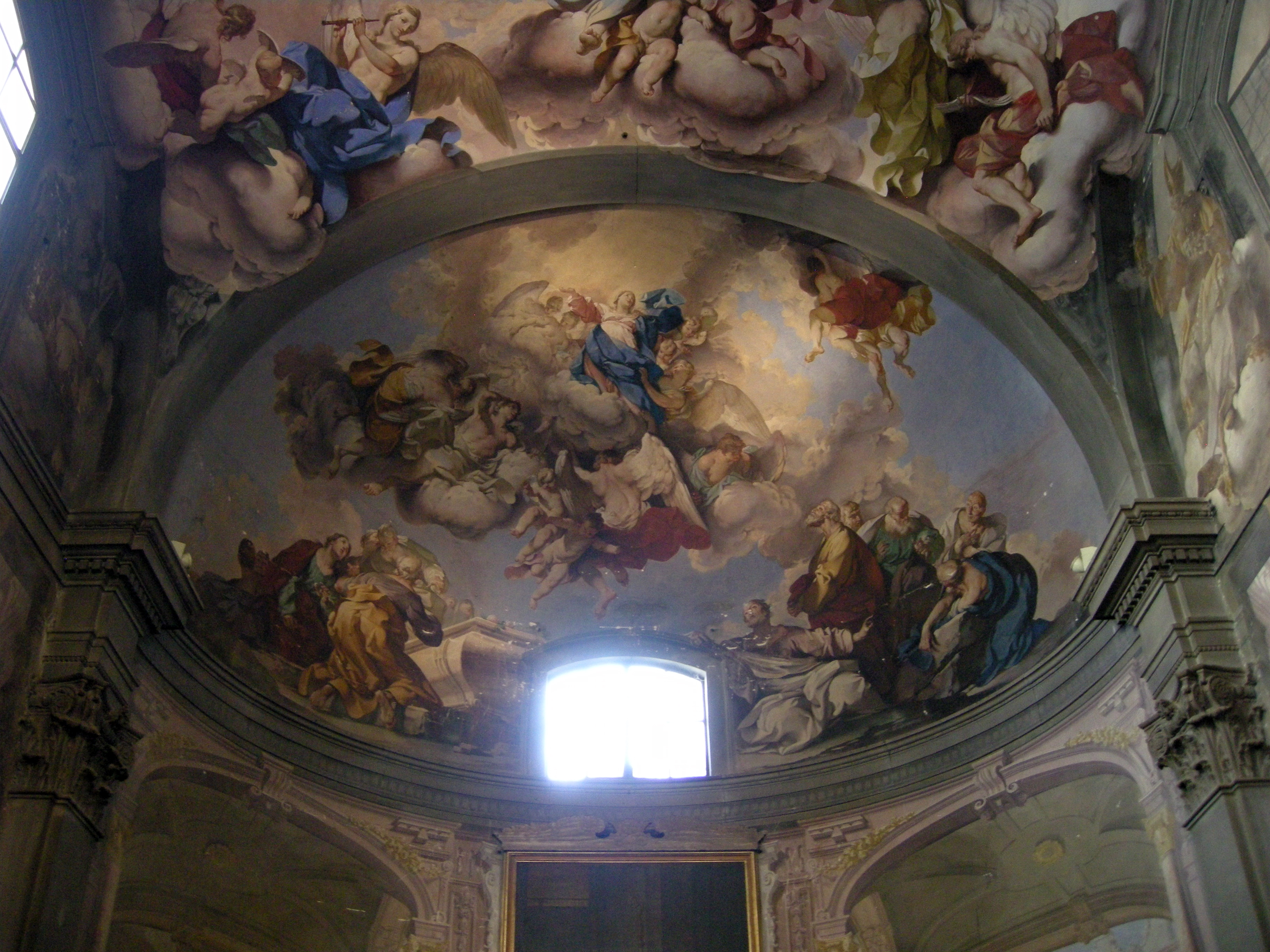
Coro della Badia Fiorentina

Tornato a Firenze nel 1719 con una lettera di raccomandazioni del cardinale Gozzadini per l'allora Granduca Cosimo III de' Medici, Giandomenico Ferretti iniziò la sua carriera in Toscana come frescante, forse l'ultimo fiorentino di un certo calibro insieme a Vincenzo Meucci suo amico e rivale ed anche lui discepolo a Bologna di Gioseffo del Sole, ebbe numerose richieste per affrescare oratori e chiese minori.
Molte di queste chiese ebbero una pessima fortuna e furono soppresse, con gli affreschi di Ferretti, al tempo del riformista Granduca Pietro Leopoldo di Lorena nella seconda metà del Settecento.
Dopo gli affreschi per le chiese minori, Ferretti fu anche chiamato a decorare grandi complessi storici, fu anche impiegato nell'Arazzeria Medicea ma, entrato in competizione col Sagrestani, abbandonò presto questa attività.
Gli affreschi del coro per la Badia Fiorentina del 1734 sono uno dei momenti migliori del giovane Ferretti, ma altre sue opere furono richieste da chiese importanti di Firenze come la decorazione della Cappella Vespucci in Ognissanti (1721), dell'Oratorio di San Niccolò del Ceppo (1733-34), l'altare e la cupola di San Salvatore al Vescovato (1738), la cappella di San Giuseppe nel Duomo di Firenze (1741) e la decorazione della Chiesa di Sant'Angelo a Legnaia (1759).
Nel 1737, prima degli affreschi della cupola di San Salvatore, Ferretti fu chiamato ad affrescare il convento di San Domenico al Maglio  (oggi sede della Scuola di Sanità Militare) in collaborazione con Vincenzo Meucci e Mauro Soderini, trasformando così l'ex convento in una vetrina dei migliori frescanti fiorentini del XVIII secolo.
Ma il suo impegno più importante fu la decorazione del soffitto e varie cappelle della chiesa di Santa Maria del Carmine alla quale lavorò dal 1755 sino alla sua morte nel 1768.
La chiesa del Carmine era, dal punto di vista pittorico, uno dei gioielli di Firenze. Questa chiesa conteneva infatti il ciclo degli affreschi della Cappella Brancacci dipinta alla fine del Quattrocento da Masolino da Panicale ma soprattutto dal suo allievo Masaccio che la trasformò nel manifesto della pittura rinascimentale e affascinò e ispirò i grandi pittori dei secoli successivi.
Ferretti lavorò fianco a fianco con uno dei pilastri della pittura italiana ed europea, ma nella notte tra il 26 e il 27 gennaio del 1771, tre anni dopo la sua morte, un violento incendio distrusse quasi completamente la chiesa del Carmine; gli affreschi di Masaccio si salvarono, ma quelli del più modesto Ferretti andarono completamente distrutti insieme al soffitto della chiesa.

### Pittura mitologica
Ferretti lavorò spesso anche fuori Firenze, in maniera particolare per la decorazione di palazzi delle nobili famiglie toscane, qui si ritrova un altro aspetto della sua pittura cioè quella di genere mitologico, molto diffusa durante il Settecento grazie soprattutto al grande maestro veneziano, suo contemporaneo, Giovanni Battista Tiepolo.
Tiepolo si confrontò con i grandi esempi di pittura mitologica della sua città, da Veronese a Sebastiano Ricci, poi la sua grande tecnica ed inventiva lo portò anche fuori dall'Italia per decorare grandi cicli:  presso il Residenz di Würzburg e il Palazzo reale di Madrid.
Ferretti invece decorò fra gli altri: Palazzo Taddei, Palazzo Roffia, Palazzo Ginori, Palazzo Rucellai e Palazzo Panciatichi a Firenze, Palazzo Amati Cellesi a Pistoia, Palazzo Sansedoni a Siena e Villa Flori a Pescia ispirandosi piuttosto alla lezione lasciata da Luca Giordano nel fiorentino Palazzo Medici alla fine del Seicento sostituendo però il colore intenso e violento del pittore tardo barocco con più moderne tinte pastello settecentesche.
Al clima drammatico di Luca Giordano, Ferretti contrappose uno stile più lezioso, sfumato e trasparente come si richiedeva ad un pittore del rococò italiano.
Molto importante in questa attività di Ferretti fu l'apporto (cosa non rara nel Seicento-Settecento) di due quadraturisti molto famosi come Lorenzo del Moro e Pietro Anderlini, che resero più scenografici il grandi cicli di affreschi per i palazzi nobiliari, ma anche per l'imponente soffitto della cupola del coro della Badia Fiorentina.

### Pittura di genere

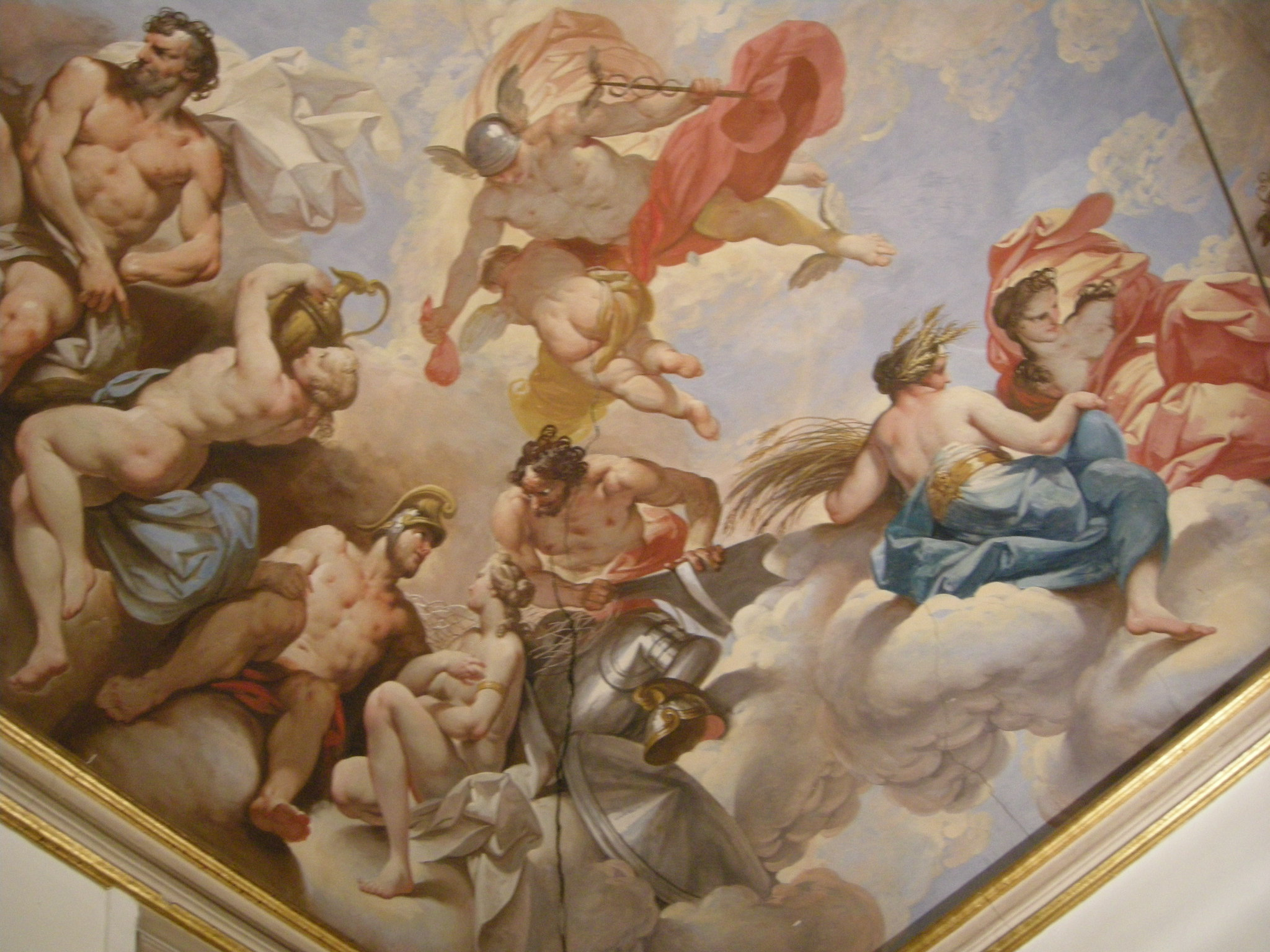
Affreschi di Palazzo Roffia a Firenze

Molto diffusa nel Settecento presso gli stati italiani, la pittura di genere ispirò al Ferretti maturo (negli anni 1750), parallelamente ai temi della pittura sacra e mitologica fino ad allora a lui commissionati per chiese e palazzi nobiliari, una serie di tele di genere teatrale con protagonista il personaggio della commedia dell'arte più famoso: Arlecchino.
In questa numerosa serie di tele si sente, più che altrove, l'influenza della scuola emiliana e di Giuseppe Maria Crespi in maniera particolare.

Dal Crespi, Ferretti eredita più che altro il gusto per le atmosfere oscure, un po' tardo caravaggesche, ma al contempo introduce anche i colori brillanti del rococò, che mettono in primo piano i personaggi svincolandoli dallo sfondo, più come se fossero colpiti da una innaturale luce di scena piuttosto che da quella di una finestra o di una lampada ad olio così come richiedeva la tradizione della pittura di genere.
Il genere popolare era ormai da più di un secolo che si era imposto nella pittura, anche se gli olandesi lo avevano introdotto sin dalla fine del Quattrocento (come si vede, ad esempio, nelle opere di Pieter Bruegel il Vecchio).

Sempre olandesi e fiamminghi erano poi i maestri delle scene di caccia, le nature morte e la pittura di genere; queste tipologie vennero accolte con gran favore nell'Italia del Seicento tanto che alcuni di questi pittori vi si trasferirono definitivamente come per esempio Pieter van Laer detto "il Bamboccio"  che a Roma dette vita ad una vera e propria scuola detta Scuola dei bamboccianti e che ci ha lasciato molti quadri con mendicanti fra le rovine classiche, ma anche Giusto Utens che dipinse le ville medicee del contado fiorentino con scenette di caccia e gli svaghi dei nobili cortigiani in campagna.
Alla fine del Cinquecento anche il bolognese Annibale Carracci sperimentò questo genere pittorico e nacquero dei piccoli capolavori come Il mangiafagioli o La bottega del macellaio.

Questi quadri aprirono la strada ai caravaggeschi che, sempre più spesso, preferivano alle pale d'altare delle scene popolareggianti ambientate nelle osterie romane con soldati, ubriaconi, giocatori di carte e zingare indovine.
Nel Settecento questa pittura di genere si era ormai affermata in tutta la penisola, ma un genere particolare, quello teatrale, ebbe un suo sviluppo autonomo. Intanto nasceva come testimonianza delle messinscena del suo tempo, ma poi, con l'inserimento dei personaggi mascherati della Commedia dell'Arte all'interno di situazioni non sempre consone alla commedia – stiamo pensando ai personaggi teatrali di Antoine Watteau – le maschere teatrali diventano presenze non più sceniche ma un elemento metaforico o giocoso all'interno di scenette per lo più arcadiche.

Gilles il quadro più conosciuto di Watteau dedicato ad un personaggio della commedia, emerge in primo piano tra le siepi di un giardino non più come il ritratto di un Pierrot, ma come l'essenza malinconica del pagliaccio bianco innamorato, forse la metafora dell'amore non corrisposto.
Le tele di Ferretti sono divise in varie serie, per lo più omogenee in quanto a soggetti e dimensioni, per le quali si può riconoscere una commissione unica rivolta ad un unico compratore ma poi, dato il successo che verosimilmente ebbero al tempo, furono replicate anche in altri formati e con tecniche pittoriche anche differenziate.
Oltre alle serie su Arlecchino si ritrova questo stile caricato e giocoso anche in una serie di tre tondi con personaggi caricaturali ispirati, probabilmente, ai medesimi soggetti dell'incisore francese seicentesco Jacques Callot che lavorò a Firenze e che oltre a Ferretti influì anche sugli incisori toscani Baccio del Bianco e Stefano Della Bella

### I travestimenti di Arlecchino

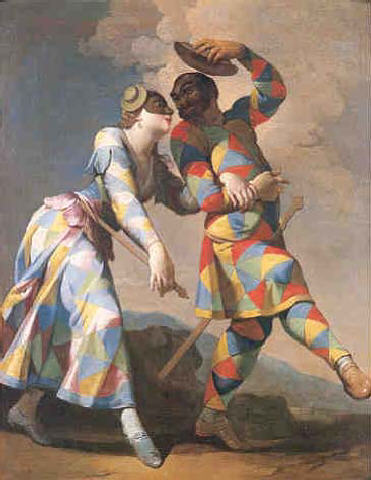
Arlecchino gran signore, Firenze Coll. Cassa di Risparmio

Una delle opere più singolari e famose di Ferretti è la serie delle tele ispirate a questo personaggio della commedia dell'arte. Ferretti partecipò con il cugino Anton Francesco Gori, noto ecclesiastico ed erudito fiorentino del Settecento, alle riunioni dell'Accademia del Vangelista una delle antiche confraternite fiorentine che da sempre si occupava di teatro (Piero di Lorenzo de' Medici il figlio del Magnifico fu alla fine del Quattrocento uno dei confratelli più famosi e recitò nelle sacre rappresentazioni scritte dal padre per questa confraternita).
Da queste riunioni nacque probabilmente l'amore di Ferretti per il teatro (fu citato anche nei Diarii del commediografo fiorentino Giovan Battista Fagiuoli) e probabilmente le tele su Arlecchino furono ispirate al pittore dalla frequentazione del Teatro di Via dell'Acqua (l'attuale Via Guelfa) dove nel Settecento si tenevano recite dilettantistiche di soggetti della commedia delle maschere. Di recente è stata proposta una nuova tesi, cioè che le arlecchinate furono ordinate da Orazio Sansedoni, nobile senese amante del teatro, a cui Ferretti già aveva affrescato il palazzo di famiglia, dove vengono indicate nell'inventario una serie di sedici Arlicchini.
Ma non conosciamo il numero esatto di queste tele poiché sono state dipinte in più versioni e divise fra vari musei e collezioni private. Ma la serie più importante quella dei cosiddetti Travestimenti di Arlecchino (forse la prototipica) che si trova oggi al John and Mable Ringling Museum di Sarasota (Florida) ha avuto una storia che l'avvicina alla storia del teatro in quanto acquistata dal regista austriaco Max Reinhardt.
Reinhardt fu uno dei registi che, all'inizio del Novecento, tentò di rimettere in scena la Commedia dell'Arte, la serie delle tele di Arlecchino in suo possesso si trovavano fino al 1938 nel suo Castello di Leopoldskron di Salisburgo ma con l'avvento del nazismo e l'annessione dell'Austria al Terzo Reich, Reinhardt fu costretto a lasciare l'Europa per emigrare negli Stati Uniti e con lui anche i quadri di Ferretti oltrepassarono l'oceano. Nel 1950 i quadri furono lasciati al Museo dell'Università del Kansas di Lawrence, dove è rimasta una piccola serie di quattro quadri e in seguito, la collezione più numerosa, fu venduta a Sarasota dagli eredi di Reinhardt. In due di queste tele compariva anche l'altro Zanni, quello napoletano, ovvero Pulcinella.
Due quadretti dipinti su rame si trovano oggi a Londra nella collezione privata Simmons, ma sempre in Gran Bretagna, si trovano alcuni interessanti disegni preparatori dei Travestimenti all'Ashmolean Museum di Oxford.
In Italia alcuni di questi quadri si trovano ancora in vari musei, principalmente musei teatrali, e collezioni private a Roma, Firenze, Milano e Trieste. Una serie di quattro incisioni tratte dai Travestimenti, precisamente: Arlecchino trinaia, Arlecchino bacchettone, Arlecchino reduce e Arlecchino pittore sono state eseguite nel 1760 circa da Francesco Bartolozzi (considerato il miglior allievo di Ferretti) a Venezia, probabilmente da queste riproduzioni alcuni pittori minori hanno preso spunto per una nutrita serie di varianti su questo tema.

## Fortuna critica
La prima opera dov'è citato Ferretti è quella del contemporaneo Francesco Maria Nicolò Gabburri, erudito fiorentino, nella sua opera Vite di pittori, (ms. Palatino E.B.9.5, I-IV della Biblioteca Nazionale Centrale di Firenze), Gabburri però morirà nel 1742 e quindi descriverà soltanto l'opera giovanile di Ferretti.
Dopo la morte del pittore e con l'avanzata del Neoclassicismo che soppiantò ben presto il rococò, i pittori come Ferretti, persero il prestigio e l'ammirazione dei contemporanei.
Soltanto alla fine del secolo l'Abate Luigi Lanzi nella sua Storia pittorica della Italia, dal risorgimento delle belle arti fin presso al fine del XVIII secolo, del 1796, cita benevolmente il Ferretti come il migliore allievo, insieme al concittadino Vincenzo Meucci,  del frescante bolognese Giovanni Gioseffo dal Sole, che fu considerato, all'inizio del XVIII secolo, il nuovo Guido Reni.
Più o meno le stesse notizie ci sono state riportate da Alessandro da Morrona nel suo Pisa illustrata nelle arti del disegno, del 1812 dove esaminando nello specifico il quadro La traslazione del corpo di S. Guido, nel Duomo di Pisa, (tela scomparsa dal museo al tempo della Seconda guerra mondiale), ci riporta queste scarne notizie:

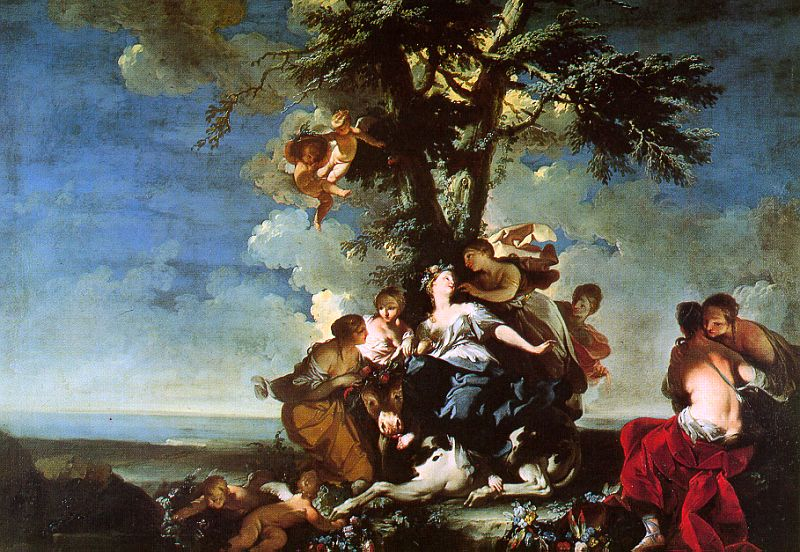
Ratto d'Europa, Camera dei Deputati, Roma

## Opere
- Autoritratto, 1713-1715 circa, Milano, Pinacoteca di Brera
- Natura morta coin tegami su tizzoni ardenti, vasellame, fiasco di vino rovesciato, 1713, collezione privata
- Ciclo di affreschi, 1714-1716, Quarrata, villa La Magia
- Trinità e santi, 1715, Firenze, ex-chiesa di Santa Chiara
- Sacra famiglia, 1715, Siena, palazzo Sansedoni
- Sacra famiglia con angeli e cherubini, 1715 circa, collezione rpivata
- Fatiche e glorificazione di Ercole, 1715-1718 circa, Firenze, palazzo Giraldi Taddei
- Olimpo, 1715-1718 circa, Firenze, palazzo Nonfinito
- Storie di san Domenico, 1718-1720, Imola, chiesa di San Domenico
- Giove, collezione privata
- Crocifissione con la Maddalena, 1719, Imola, Pinacoteca civica
- Predica del Battista, 1719 circa, collezione privata
- Autoritratto, 1719, Firenze, Uffizi
- Ciclo di affreschi, 1719-1720 circa, Firenze, palazzo Capponi
- Ciclo di affreschi, 1720, Pistoia, Santissima Annunziata
- Ciclo di affreschi, 1720, Pistoia, Madonna dell'Umiltà
- Ciclo di affreschi, 1721, Pistoia, palazzo Amati Cellesi
- Peste bovina e Angeli, 1721-1723, Impruneta, basilica di Santa Maria
- Regno di Flora, 1721 circa, Genova, collezione privata
- Tempo conduce le Arti alla Fama, 1721 circa, ubicazione ignota
- Affreschi e tele, 1721, Firenze, Ognissanti, cappella Vespucci
- San Giuseppe, 1722 circa, Bologna, collezione privata
- Santa Teresa trasveberata alla presenza di santa Caterina, 1723, Castiglion Fiorentino, Museo civico
- Santa Teresa trasveberata alla presenza di santa Caterina, 1723 circa, Montelupo Fiorentino, chiesa dei Santi Quirico e Lucia
- Annunciazione, 1723 circa, Prato, Museo civico
- Santi Francesco di Paola, Pio, Francesco e Carlo Borromeo, 1723 circa, Firenze, palazzo Pitti, depositi
- Mosè e il serpente di bronzo, 1724 circa, Caracas, Museo di Bellas Artes
- Ciclo di affreschi, 1725, Pistoia, villa di Scornio
- San Giuseppe in gloria tra i santi Antonio abate e Sebastiano, 1725, Signa, San Giovanni Battista
- Cristo e la cananea, 1725 circa, Stoccarda, Staatsgalerie
- Cristo e la cananea, 1725 circa, Bologna, collezione privata
- Cristo e angeli, 1726, Albereto, San Salvatore
- Ritratto di cavaliere, ubicazione ignota
- Moltiplicazione dei pani e dei pesci, 1729, Firenze, villa la Quiete
- Ratto di Europa, Firenze, Uffizi
- Ciclo di affreschi, 1729 circa, Prato, palazzo Nencini Mannucci
- Ciclo di affreschi e bozzetti, 1729 circa, palazzo Ginori
- Carro di Apollo e le esperidi, New York, collezione privata
- Rovine e figure, 1725-1732, Firenze, palazzo Naldini del Riccio
- Quattro Scene bucoliche, collezione rpivata
- Baccanale, 1730 circa, Firenze, palazzo Pitti, depositi
- Ciclo di affreschi e bozzetti per la chiesa dei Santi Filippo e Prospero a Pistoia, 1730-1731 poi 1746, Minneapolis, Institute of Arts, e Pistoia, Santi Filippo e Prospero
- Ciclo di affreschi, 1732 circa, Firenze, palazzo della Gherardesca
- Bozzetti e affreschi, 1733-1734, Firenze, Badia Fiorentina e (per i bozzetti) New London, Lyman Allyn Art Museum, collezione privata, Firenze, Uffizi
- Olimpo, Chicago, collezione Maser
- Storia di Prometeo, Tornonto, Royal Ontario
- Carro di Apollo e Marte scacciato dall'Olimpo, Kassel, Staatliche Museen
- Ciclo di affreschi e bozzetti, 1733-1734, Firenze, Compagnia di San Niccolò del Ceppo e (per i bozzetti) Narbonne, Musée des Beaux-Arts
- Sacrificio di Isacco, ubicazione sconosciuta
- San Giovanni Battista, collezione privata
- Incoronazione della Vergine, 1735, già Prato, San Bartolomeo, distrutto
- Storie di Santa Caterina de' Ricci', 1735, Prato, monastero di San Vincenzo
- Santa Caterina de' Ricci, Bologna, Cassa di Risparmio di Bologna
- Santa Caterina de' Ricci appare a una monaca, ubicazione ignota
- San Giovanni Battista, Mdina (Malta), Museo della cattedrale
- Annunciazione, Firenze, complesso di San Firenze
- Mosè e il serpente di bronzo, 1736, Palmer Museum of Art
- Liberazione di san Pietro dal carcere, 1736, Berlino, Gemäldegalerie
- Medea indica a Giasone il vello d'oro, collezione privata
- Cacciata dei mercanti dal tempio, Dresda, Staatliche Kunstsammlungen
- Ciclo di affreschi, 1736-1737, Firenze, San Domenico del Maglio
- Ciclo di affreschi, 1737-1738, Firenze, San Salvatore al Vescovo
- Adorazione dei pastori, Firenze, Uffizi, depositi
- Crocifissione, Firenze, Uffizi, depositi
- Adorazione dei pastori, Pontremoli, Duomo
- Due Storie di Santa Verdiana, 1740, Castelfiorentino, Santa Verdiana
- Dio rimprovera Caino per l'uccisione di Abele, 1740, Montecarlo, Maison d'Art
- Adamo si dispera per la caduta dell'uomo, San Pietroburgo, Ermitage
- Dio rimprovera Caino per l'uccisione di Abele, Prato, palazzo degli Alberti
- Ciclo di affreschi, 1740, Firenze, palazzo Panciatichi
- Alessandro Magno e il medico Filippo, Avignone, Museo Calvet
- Sacra famiglia con un angelo e cherubini, collezione privata
- Ciclo di affreschi, 1741, Pisa, palazzo Quarantotti
- Giustiniano detta le Pandette, Pisa, palazzo Quaratesi Curini Galletti (bozzetto in collezione privata)
- Ciclo di affreschi, 1741, Pisa, palazzo Ceuli
- Nettuno e Anfitrite, 1741, Morano di Castelnaso, collezione Molinari Prandelli
- Transito di san Giuseppe, 1741, Firenze, Duomo (bozzetto il collezione privata)
- Adorazione dei Magi, 1741, Volterra, palazzo dei Priori
- Cicli di affreschi, 1741-1742, Firenze, Santisima Annunziata, refettorio e cella del priore
- Bacco e Arianna, Firenze, Museo Bardini
- Bacco e Arianna, ubizazione ignota
- Ritratto di Anton Francesco Gori, 1742, Firenze, collezione privata
- Ritratto di Anton Francesco Gori, 1742, collezione privata
- Ciclo di affreschi, 1742 circa, Firenze, palazzo Budini Gattai
- Transito di san Giuseppe, 1743, Firenze, San Paolino
- San Francesco Saverio predica nelle Indie, 1743 circa, Volterra, San Giusto
- Ciclo di affreschi, 1745, Siena, palazzo Sansedoni (bozzetti a Stoccarda, Staatsgalerie)
- Ciclo di affreschi, 1745-1746, Firenze, palazzo Roffia
- Ritratto di signora con putto, Milano, Andrea Daninos
- Ritratto di gentiluomo, collezione privata
- Ritratto di Francesco Stefano di Lorena, 1745-1748 circa, Pisa, palazzo Reale
- Ritratto di Francesco Stefano di Lorena, 1745-1748 circa, Pisa, palazzo Reale, depositi
- Martirio di san Bartolomeo, 1748, San Giuliano Terme, San Ranieri
- Trasporto elle reliquie del beato Guido della Gherardesca, 1750-1752, Pisa, Museo dell'Opera del Duomo (modello a Pisa, palazzo Reale)
- Padre Eterno e colomba dello Spirito Santo, 1751, Capezzano Monte, San Rocco
- Ciclo di affreschi, 1751-1753, Firenze, palazzo Rucellai
- Ciclo di affreschi, Pescia, palazzo Flori
- Ciclo di affreschi, San Miniato, palazzo Formichini
- Adorazione dei Magi, ante 1755, Firenze, San Paolino
- San Luigi Gonzaga in gloria, 1755, Fucecchio, San Salvatore
- Ciclo di affreschi, Lucca, San Ponziano
- Predica del Battista, Stia, Santa Maria Assunta
- Ciclo di affreschi, Firenze, palazzo Pucci
- Cristo e l'adultera, San Giovanni Valdarno, Misericordia
- Concezione, post 1755, Campobasso, Convito nazionale
- Gloria dei santi Agostino e Aurelio, 1759, Firenze, Compagnia di Sant'Angelo a Legnaia
- Deposizione, post 1762, Firenze, Carmine
- Gloria di san Lorenzo, 1764, Montegufoni, oratorio di San Lorenzo
- Madonna del Carmelo dà lo scapolare a san Simoen Stock, 1767, Firenze, Carmine

### Arlecchinate
- Museo di Sarasota
  - Arlecchino brigante
  - Arlecchino pittore
  - Arlecchino reduce
  - Arlecchino aggredito
  - Arlecchino studioso
  - Arlecchino medico
  - Arlecchino maestro di danza
  - Arlecchino respinto
  - Arlecchino servo furbo
  - Arlecchino contadino
  - Arlecchino trinaia
  - Arlecchino mendicante
  - Arlecchino cuoco
  - Arlecchino ghiottone
  - Pulcinella con la zuppiera.

Un'altra serie con gli stessi soggetti di Sarasota è nella raccolta della Cassa di Risparmio di Firenze con l'aggiunta di:
- - Arlecchino gran signore
  - Arlecchino smascherato (o bacchettone)
  - Arlecchino padre di famiglia

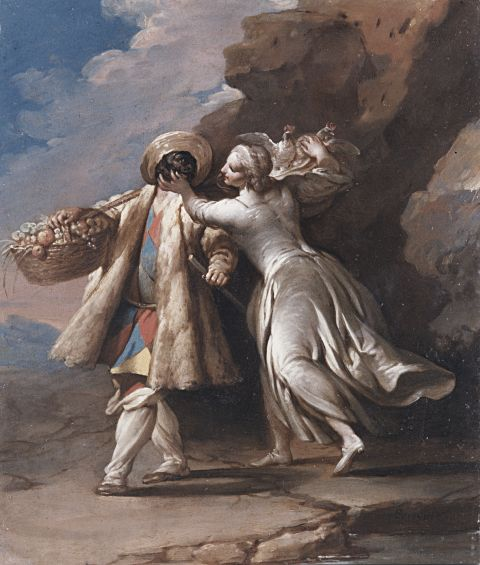
Arlecchino contadino

Dall'articolo Gian Domenico Ferretti: un pittore fiorentino e la Commedia dell'Arte si traggono questi soggetti attribuiti ad altri pittori o ignoti:
- Museo teatrale Carlo Schmidl, Trieste, attribuiti a Marco Marcola, pittore veronese.
  - Arlecchino servo furbo
  - Arlecchino aggredito
  - Arlecchino studioso
  - Arlecchino padre di famiglia
- Museo del Burcardo, Roma, attribuiti a ignoto del XVIII secolo. A differenza con i precedenti i quadri sono orizzontali e contengono due scene divise da un arco scenico.
  - Arlecchino mendicante e Pulcinella con zuppiera (di questo soggetto esiste una versione al Museo teatrale alla Scala di Milano)
  - Arlecchino conteso dalle donne e Arlecchino ambulante
  - Arlecchino ghiottone e Pulcinella padre di famiglia
  - Arlecchino brigante e Arlecchino contadino

Questi ultimi quattro soggetti sono la trasposizione esatta su tela dei bozzetti del Gabinetto dei disegni di Oxford.